# Gustav Svensson (fotbollsspelare)
Karl Gustav Johan Svensson, född 7 februari 1987 i Annedals församling i Göteborg, är en svensk fotbollsspelare (mittfältare/mittback)

## Klubbkarriär
Svensson inledde sin fotbollskarriär i Azalea BK, där hans pappa var tränare. Han spelade i Azalea tills han var 13 år då han flyttade till Frankrike och klubben Rocheville. Efter ett halvår i Frankrike flyttade familjen hem till Sverige igen och "Gurra" började som 14-åring i IFK Göteborgs P87-lag. Svensson var en av de tongivande spelarna i det IFK Göteborg som tog hem SM-guldet säsongen 2007.
Sommaren 2010 gick Svensson till turkiska Bursaspor. I juli 2012 skrev han på ett treårskontrakt med ukrainska Tavrija Simferopol, vilket han bröt i mars 2014. Den 23 mars 2014 tillkännagavs det att Svensson återvände till IFK Göteborg.
I januari 2016 värvades Svensson av kinesiska Guangzhou R&F, där han skrev på ett treårskontrakt. I januari 2017 värvades dock Svensson av amerikanska Seattle Sounders i MLS. Där stannade han i fyra säsonger 2017-2020 innan han våren 2021 värvades tillbaka till Guangzhou FC i Kina.
Den 22 juli 2021 blev Svensson klar för en återkomst i IFK Göteborg, där han skrev på ett 2,5-årskontrakt. I november 2023 förlängde Svensson kontraktet med IFK Göteborg inför säsongen 2024.

## Landslagskarriär
Gustav Svensson gjorde debut för det svenska A-landslaget den 24 januari 2009 i en träningslandskamp mot USA. 
Han blev mycket uppmärksammad i svenska medier genom 5–1-målet i öppningsmatchen av U21-EM i Sverige 2009, mot Vitryssland. Målet var Svenssons första mål i U21-sammanhang, och det fick stora rubriker som snyggaste målet i matchen. Han blev i augusti samma år uttagen i A-landslaget inför VM-kvalmatcherna mot Ungern och Malta, men fick ingen plats i startelvan i någon av matcherna, utan satt på bänken. Den 19 november 2009 tog Erik Hamrén ut honom till matchen mot Italien, som var Hamréns första match som förbundskapten, men inte heller i den matchen fick Svensson en plats i startelvan. 
Det skulle dröja sex år innan Svensson gjorde comeback i A-landslaget, med ett inhopp i EM-kvalmatchen mot Moldavien den 12 oktober 2015. Det blev bara två landskamper 2016 under Hamréns sista år som förbundskapten.
Janne Andersson hade tagit över och Svensson återkom i slutet på VM-kvalet 2017 med fyra inhopp. I VM 2018 ersatte Svensson Sebastian Larsson i gruppspelsmatcherna mot Sydkorea och Mexiko, och startade och spelade hela åttondelsfinalen mot Schweiz.
Svensson fortsatte med flera inhopp i EM-kvalmatcherna 2019, och blev utvisad i Uefa Nations League-förlusten mot Portugal den 8 september 2020. Endast ett två minuter långt inhopp i gruppspelsmatchen mot Slovakien i EM 2020 blev hans sista framträdande i A-landslaget.
Den 17 juli 2021 meddelade Gustav Svensson att han avslutar landslagskarriären. Sammanlagt blev det 32 landskamper för den defensive mittfältaren.  

## Meriter
- Allsvenskan: 2007
- Svenska cupen: 2008, 2014/2015
- Svenska Supercupen: 2008
- MLS: 2019